# Conolophus pallidus
Espèce
Statut de conservation UICN

 VU D2 : Vulnérable
Statut CITES
Conolophus pallidus, l'iguane terrestre de Santa Fe ou l'iguane terrestre de l'île de Santa Fe, est une espèce de sauriens de la famille des Iguanidae.

## Répartition
Cette espèce est endémique de l'île Santa Fé aux Galápagos.

## Étymologie
Son nom spécifique vient du latin pallidus, qui signifie pâle ou jaunâtre.

## Publication originale
- Heller, 1903 : Papers from the Hopkins Stanford Galapagos Expedition, 1898-1899. XIV. Reptiles. Proceedings of the Biological Society of Washington, vol. 4, p. 39-98 (texte intégral).